# مريبيل فلقي
مريبيل فلقي (الاسم العلمي:Meripilus lobatus) هو نوع من الفطريات يتبع جنس المريبيل من الفصيلة المريبيلية.